# Chanda Sandipan
Chanda Sandipan (* 13. August 1983 in Kalkutta) ist ein indischer Schachspieler.

## Leben
Sandipan siegte oder belegte vordere Plätze in mehreren Turnieren: 1. Platz beim Turnier in Wiesbaden (2002), 1.–2. Platz beim Open in Winterthur (2002), 2. Platz beim Open Leinfelder Schachtage in Leinfelden (2002) und dreimal 2. Platz bei der indischen Meisterschaft (2003, 2004, 2006).
Seit 2003 trägt er den Großmeister-Titel, die erforderlichen Normen erfüllte er im Februar 2000 beim 11. Goodricke Intl. Open in Kalkutta, ein Jahr später bei der 12. Auflage dieses Turniers sowie im Juli 2003 beim 23. Open in Benasque. 2004 war er Sieger des Curaçao Chess Festivals mit 7.5/9, ein halber Punkt höher als Alexander Shabalov.
Sandipan nahm am Schach-Weltpokal 2009 teil. Nachdem er in der ersten Runde Michail Kobalija mit 1,5:0,5 besiegte, unterlag er in der zweiten Runde Dmitri Jakowenko mit 0:2.

## Nationalmannschaft
Mit der indischen Nationalmannschaft nahm Sandipan an den Schacholympiade 2004, 2006 und 2008 teil. Außerdem nahm er an den asiatischen Mannschaftsmeisterschaften 2003 (mit Indiens zweiter Mannschaft) und 2005 (als er mit der Mannschaft gewann und das zweitbeste Ergebnis der Reservespieler erreichte) teil.

## Vereine
Seit der Saison 2001/02 spielt er in Deutschland für die Schachgesellschaft Solingen, von der Saison 2002/03 bis zur Saison 2018/19 in der 1. Bundesliga. Mit Solingen wurde er 2016 deutscher Mannschaftsmeister und nahm auch zweimal am European Club Cup teil.